# Долгий, Алексей Арсентьевич
Алексей Арсентьевич Долгий (1907—1981) — директор подольского машиностроительного завода имени Орджоникидзе. Герой Социалистического Труда.

## Биография
Родился 8 октября 1907 года в городе Дебальцево Донецкой области в семье рабочего. Окончил школу-семилетку, позже работал — на шахте каталем и забойщиком, затем на заводе по ремонту металлургического оборудования слесарем. Окончил рабфак, поступил в Харьковский авиационный институт, но не закончил. Переехал в Бердянск, работал на авиационном заводе производственным мастером, позже стал начальником цеха.
В июне 1941-го вместе с предприятием был эвакуирован в Сибирь. Возглавлял на предприятии цех по производству узлов для самолётов. В 1944 году завод был переведён в Подольск, на производственную территорию завода имени Орджоникидзе. Цех Долгого выпускал военную продукцию, также было налажено производство котлов для теплоэлектростанций. В 50-х годах окончил Всесоюзный заочный политехнический институт. Тогда же Долгий возглавил производство оборудования для первой в мире атомной электрической станции в Обнинске.
В 1960 году Алексей Арсентьевич Долгий был назначен директором подольского машиностроительного завода имени Орджоникидзе. 5 апреля 1971 года указом Президиума Верховного Совета СССР Долгому Алексею Арсентьевичу присвоено звание Героя Социалистического Труда.
Вышел на пенсию в 1974 году, работал инженером в ПТУ № 27, занимался также общественной деятельностью. При его участии и содействии силами ПТУ № 27 при машиностроительном заводе была отреставрирована и превращена в музей усадьба «Ивановское».
Умер 16 января 1981 года в Подольске, похоронен на городском кладбище «Красная горка».

## Награды
- Герой Социалистического Труда
- Сталинская премия 1953 года (за участие в ядерном проекте)
- Орден Ленина (1966, 05.04.1971)
- Орден Трудового Красного Знамени
- Орден «Знак Почёта»
- Почётный гражданин города Подольска[4]

## Память
В честь Алексея Долгого в Подольске названа улица. На 1-й проходной завода имени Орджоникидзе и на доме, в котором жил А. А. Долгий (Ревпроспект, 16) установлены мемориальные доски. 6 октября 2012 года в Подольске был установлен памятник Алексею Арсентьевичу Долгому.